# Єфимовська
Єфи́мовська (рос. Ефимовская) — присілок у складі Тарногського району Вологодської області, Росія. Входить до складу Тарногського сільського поселення.

## Населення
Населення — 52 особи (2010; 66 у 2002).
Національний склад (станом на 2002 рік):
- росіяни — 100 %